# 2012-es Liège–Bastogne–Liège
A 2012-es Liège–Bastogne–Liège a nagy múltú kerékpárverseny 98. futama. 2011. április 22-én rendezték meg. A 2012-es UCI World Tour egyik versenye. A kazah Makszim Iglinszkij nyerte meg. A második helyen az olasz Vincenzo Nibali, a harmadikon a szintén olasz Enrico Gasparotto ért be.

## Végeredmény
|    | Versenyző                | Csapat                | Idő                 | World Tour pontok |
| -- | ------------------------ | --------------------- | ------------------- | ----------------- |
| 1  | Makszim Iglinszkij (KAZ) | Astana                | 6:43:52             | 100               |
| 2  | Vincenzo Nibali (ITA)    | Liquigas–Cannondale   | 6:44:13 (+00:00:21) | 80                |
| 3  | Enrico Gasparotto (ITA)  | Astana                | 6:44:28 (+00:00:36) | 70                |
| 4  | Thomas Voeckler (FRA)    | Team Europcar         | 6:44:28 (+00:00:36) | –                 |
| 5  | Daniel Martin (IRL)      | Team Garmin–Barracuda | 6:44:28 (+00:00:36) | 50                |
| 6  | Bauke Mollema (NED)      | Rabobank              | 6:44:28 (+00:00:36) | 40                |
| 7  | Samuel Sánchez (ESP)     | Euskaltel–Euskadi     | 6:44:28 (+00:00:36) | 30                |
| 8  | Michele Scarponi (ITA)   | Lampre-ISD            | 6:44:28 (+00:00:36) | 20                |
| 9  | Ryder Hesjedal (CAN)     | Team Garmin–Barracuda | 6:44:28 (+00:00:36) | 10                |
| 10 | Jelle Vanendert (BEL)    | Lotto-Belisol Team    | 6:44:28 (+00:00:36) | 4                 |